# هورشوویتسه
هورشوویتسه (به چکی: Hořešovice) یک منطقهٔ مسکونی در جمهوری چک است که در شهرستان کلادنو واقع شده‌است.